# (73230) 2002 JS28
(73230) 2002 JS28 – planetoida z pasa głównego asteroid okrążająca Słońce w ciągu 4,13 lat w średniej odległości 2,57 j.a. Odkryta 9 maja 2002 roku.